# خورخه لوئیس بورخس
خورخه فرانسیسکو ایسیدورو لوئیس بورخس آسودو معروف به خورخه لوئیس بورخِس (به اسپانیایی: Jorge Luis Borges) ( audio) ‏ (زادهٔ ۲۴ اوت ۱۸۹۹ – درگذشتهٔ ۱۴ ژوئن ۱۹۸۶) نویسنده، شاعر و مترجم معاصرِ آرژانتینی و یکی از برجسته‌ترین نویسندگان آمریکای لاتین بود. شهرت او بیشتر به‌خاطر نوشتن داستان کوتاه است. یکی از مشهورترین کتاب‌های او، داستان (۱۹۴۴)، گلچینی از داستان‌های کوتاه بورخس به انتخاب خودش است که مضامینی همچون رؤیا، هزارتو، فلاسفه، کتابخانه، آینه، داستان‌نویسان و اسطوره را می‌توان حلقهٔ اتصال این داستان‌ها دانست. آثار بورخس به غنای ادبیات فلسفی و ژانر فانتری افزوده و بر جنبش واقع‌گرایی جادویی در ادبیات آمریکای لاتین در قرن بیستم تأثیر گذاشته‌اند. بورخس در قالب اشعاری که اواخر عمرش می‌سرود، با چهره‌های فرهنگی‌ای مانند اسپینوزا، دکاموئش و ویرژیل گفتگو می‌کرد.
بورخس در بوئنوس آیرس زاده شد. او در سال ۱۹۱۴ همراه خانواده‌اش به سوئیس نقل مکان و در کالج ژنو تحصیل کرد. خانوادهٔ بورخس به کشورهای زیادی در اروپا از جمله اسپانیا سفر می‌کردند. بورخس در سال ۱۹۲۱ به آرژانتین بازگشت و انتشار اشعار و جستارهایش در مجلات ادبی سورئالیست را آغاز کرد.
در سال ۱۹۴۶ پس از به قدرت رسیدن خوآن پرون، بورخس به‌خاطر حمایت از متفقین جنگ جهانی دوم، از سِمت ادبی‌ای که داشت اخراج شد اما به‌کمک دوستانش توانست از طریق تدریس، ویراستاری و نویسندگی، اموراتش را بگذراند. پس از سقوط پرون در سال ۱۹۵۵، بورخس به‌عنوان مدیر کتابخانهٔ ملی و استاد ادبیات انگلیسی در دانشگاه بوئنوس آیرس منصوب شد. او در این زمان که تقریباً ۵۵ سال سن داشت، بینایی‌اش را به‌طور کامل از دست داده بود.
در سال ۱۹۶۱، بورخس همراه با ساموئل بکت برندهٔ اولین جایزه فورمنتور شد و در کانون توجه جهانی قرار گرفت. شهرت بین‌المللی او در دههٔ ۱۹۶۰ کاملاً تثبیت شد که ازجمله دلایل آن می‌توان به ترجمهٔ آثار او به زبان انگلیسی، اقبال گسترده به ادبیات آمریکای لاتین در این دهه و موفقیت کتاب صد سال تنهایی اثر گابریل گارسیا مارکز اشاره کرد. بورخس آخرین اثر خود (The Conspirators) را به شهر ژنو تقدیم کرد.
او «هنری جیمز»، «کنراد»، «آلن پو» و «کافکا» را معلمین ادبی خود به حساب آورده و «عطار»، «بودا» و «شوپنهاور» را استادان فلسفی خویش دانسته است.در میان آثار ادبی مشرق زمین، "هزار و یک شب" در نظر بورخس جایگاهی یگانه دارد. او بارها در مورد این مجموعه سخنرانی کرده و مقاله نوشته است. بورخس هزار و یک شب را یکی از گنجینه های ادبیات جهان می داند و ردپای این اثر را در بسیاری از داستان های کوتاه و شعرهایش می توان دید. او با بهره گیری از ساختار این کتاب شیوه های تازه ای در نوشتن داستان کوتاه باب کرد که گسست از شیوه ی روایت داستان مدرن و ورود به عصر پسامدرن تلقی می شود.

## زندگی

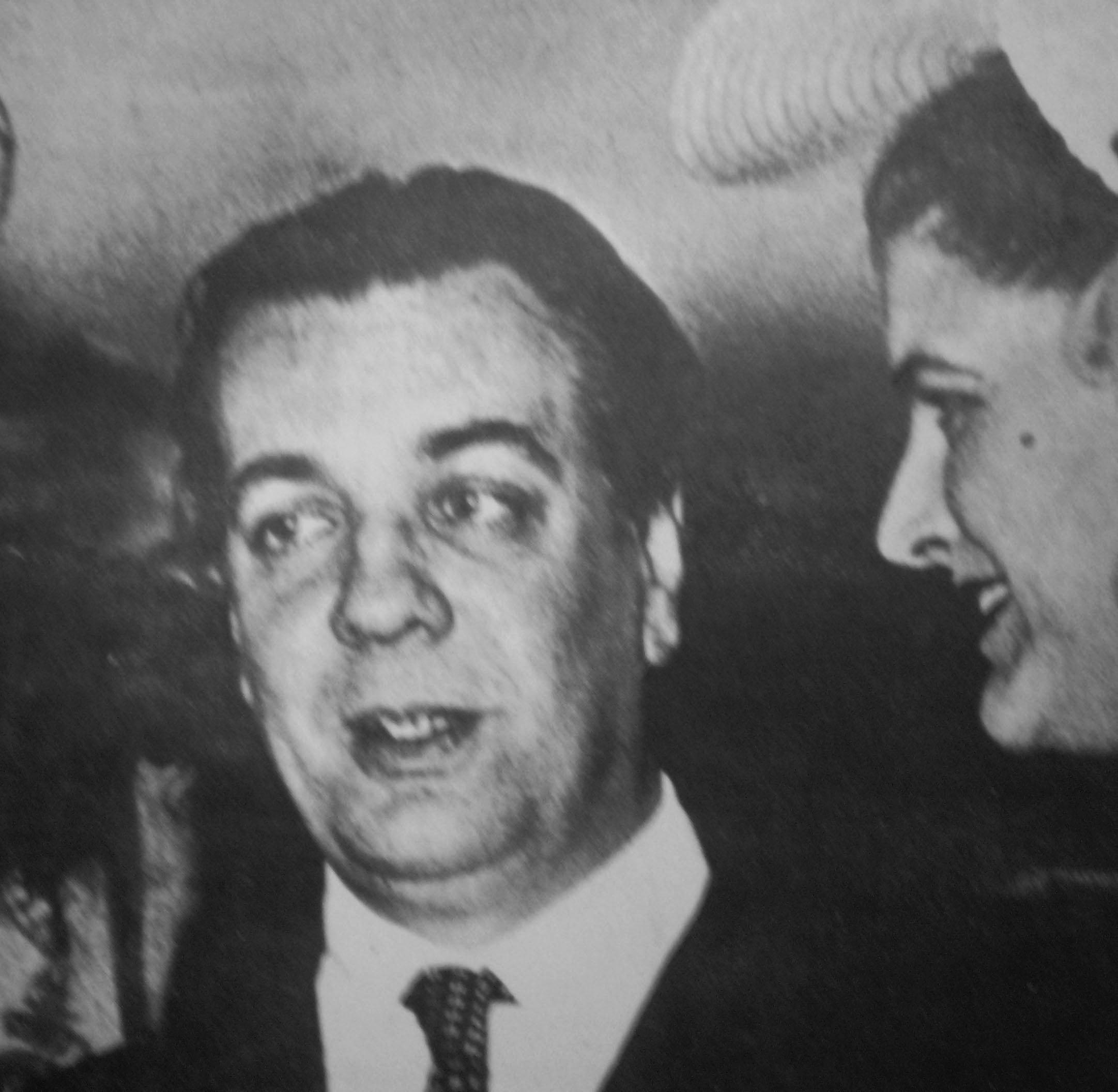
خورخه لوئیس بورخِس در دههٔ ۱۹۴۰

تحصیلات بورخس تا یازده‌سالگی در خانه بود و او به فراگیری دو زبانِ اسپانیایی و انگلیسی مشغول بود. همهٔ افراد خانواده در سال ۱۹۱۴ به‌خاطر کاهش بینایی پدر و برای درمان این مشکل به شهر ژنو در سوییس رفتند و تا پایان این دهه در اروپا ماندند. در آنجا بورخس به مدرسه رفت و زبان‌های فرانسوی و آلمانی را آموخت. در سال ۱۹۲۱ آنها به بوئنوس آیرس بازگشتند. بورخس نخستین دفتر شعرش با عنوان شور بوئنوس آیرس، را در بیست‌وچهارسالگی منتشر کرد. سال‌ها بعد به‌عنوان استاد ادبیات انگلیسی دانشگاه بوئنوس آیرس منصوب شد. پیش از آن نیز رئیس کتابخانهٔ ملی آرژانتین بود.
او سال‌های نوجوانی خود را در ژنو و بعد در اسپانیا سپری کرد. در دوران جوانی به‌عنوان کارمند کتابخانه کار می‌کرد و سپس مدیر کتابخانهٔ ملی آرژانتین شد. تا سال ۱۹۳۰ او شش کتاب چاپ کرده بود، سه مجموعه شعر و سه مجموعه مقاله. بین سال‌های ۱۹۳۹ تا ۱۹۴۹ او تمام آثار داستانی خود را نوشت و چاپ کرد که بعدها به‌خاطر همین آثار به شهرت رسید.
وی هیچ رمانی ننوشت. داستان کوتاه‌های وی انقلابی در فرمِ داستانِ کوتاهِ کلاسیک ایجاد کرد. بعدها منتقدان از وی به‌عنوان نویسندهٔ پست‌مدرن نام بردند. با اینکه بارها نامزد دریافت جایزهٔ نوبل ادبیات شد هیچگاه برندهٔ آن نشد. با این وجود جایزهٔ ملی ادبیات آرژانتین را از آنِ خود کرد. بورخِس به‌مرور زمان بینایی خود را از دست می‌داد و قبل از مرگ کاملاً نابینا شد. وی در زمان تصدی پست ریاست کتابخانهٔ ملی آرژانتین، تقریباً نابینا بود.
برخی از آثار او به فارسی نیز ترجمه شده‌است.

## آثار ترجمه‌شده به فارسی
- تا نشستیم تمام شد (مجموعه داستان) - م. علی بیات- انتشارات چهره مهر
- الف (مجموعه‌داستان)  - م. طاهر نوکنده-انتشارات نیلوفر
- ویرانه‌های مدور - احمد میرعلائی
- الف و چند داستان دیگر - احمد میر علایی
- کتابخانه بابل - کاوه سید حسینی
- اطلس - احمد اخوت
- هزارتوهای بورخس - احمد میرعلائی
- کتاب موجودات خیالی - احمد اخوت
- اولریکا و هشت داستان دیگر - کاوه میرعباسی
- " نامه‌های پرتب و تاب " - نجمه شبیری
- حافظهٔ شکسپیر، نوشتهٔ خورخه لوییس بورخس/ برگردانِ بابک تبرّایی انتشارات نیلا
- شش مسئله برای دُن ایسیدرو پارودی، (داستان‌های به‌هم‌پیوسته)، نوشتهٔ خورخه لوییس بورخس و آدولفو بیویی کاسارِس/ برگردانِ احسان نوروزی و نیما ملک‌محمدی انتشارات نیلا
- معمای شکسپیر، نوشتهٔ خورخه لوییس بورخس/ برگردانِ امید روشن‌ضمیر انتشارات نیلا
- نوشته خدا. خورخه لوییس بورخس
- مجموعهٔ ۹ جلدیِ داستان‌های تخیّلی به ترجمهٔ «مانی صالحی علّامه»، «بنگاهِ ترجمه و نشرِ کتابِ پارسه»:
- «تاریخچه‌ای از بی‌عدالتی و شرارت» (نخستین انتشار: ۱۹۳۵).
- «کتابخانه‌ی بابل» (تحت عنوان «باغ جاده‌های چند شاخه»؛ نخستین انتشار: ۱۹۴۱).
- «سه روایت از یهودا» (تحت عنوان «ابداعات»؛ نخستین انتشار: ۱۹۴۴).
- «داستان جنگجو و دوشیزه‌ی اسیر» (تحت عنوان «الف»؛ نخستین انتشار: ۱۹۴۹).
- «کتاب سازنده» (نخستین انتشار: ۱۹۶۹؛ به عنوانِ بخش دوم «در ستایش تاریکی» منتشر شده).
- «در ستایش تاریکی» (نخستین انتشار: ۱۹۶۹).
- «گزارش برودی» (نخستین انتشار: ۱۹۷۰).
- «کتاب شن» (نخستین انتشار: ۱۹۷۵).
- «حافظهٔ شکسپیر» (نخستین انتشار: ۱۹۸۳؛ به عنوانِ بخش سوّمِ «در ستایش تاریکی» منتشر شده).

## داستان‌های کوتاه
- دشنه
- جاودانه‌ها
- زخم شمشیر از مجموعه هزارتوهای بورخس
- مزاحم که بر اساس آن

مسعود کیمیایی فیلم غزل (فیلم ۱۳۵۵) را ساخت.

## نقد آثارش
ماریو بارگاس یوسا نوشته‌است که دنیای بورخس، گاه از «قوم‌مداری فرهنگی معیّنی آسیب می‌بیند». سیاه‌پوستان، سرخ‌پوستان و بدویان اغلب در داستان‌هایش پست و حقیر جلوه می‌کنند و در حالتی از بربریت غوطه‌ورند.